# Berkovica
Berkovica (bulharsky Берковица) je město ležící v severozápadním Bulharsku, v kotlině uvnitř severních svahů Staré planiny. Je správním střediskem stejnojmenné obštiny a má okolo 14 tisíc obyvatel.

## Historie
Nejstarší historie města je spojena s Thráky, o čemž svědčí pevnosti stojící na vršcích kolem města. V roce 29 př. n. l. území dobyl Marcus Licinius Crassus (nejmladší) a postoupil až k Dunaji. Na dobytých územích byla zřízena provincie Moesia, která pak byla v roce 86 rozdělena na horní a dolní. Vznikla tu síť pevností a k nim patřila i Berkovská pevnost. V ní byly nalezeny pozůstatky po dvou pozdně antických kostelech. Římané romanizovali místní obyvatelstvo a přispěli k rozvoji hospodářství a kultury. V letech 545 až 547 celý severozápad Bulharska zpustošili Hunové, později byl připojen k první Bulharské říši a postupem historie se stal součástí Byzantské říše a druhé Bulharské říše.
Za osmanské nadvlády se Berkovica stala sídlem správy. První písemné zprávy o ní pocházejí z roku 1445 nebo 1446. V berním soupisu z let 1454/1455 je zapsáno, že k Berkofce kazasi patří devět obcí, z nich tři velké. Podrobnější zápis je v dokumentech z roku 1524: žilo tu 169 muslimů a 24 křesťanů, přičemž v celé oblasti bylo 112 vesnic s 3 807 domácnostmi a jen 229 z toho bylo muslimských. Do roku 1595 populace ve městě vzrostla na 236 domácností, z nichž bylo 212 muslimských, 14 křesťanských a 10 cikánských. V 17. století zde fungoval rozvinutý důl na stříbrnou rudu. Po rakousko-turecké válce vzrostla nespokojenost místních obyvatel, a tak byla sultánovým příkazem z 21. října 1717 zřízena místní posádka o síle 1 200 mužů. V červnu 1836 vypukla Mančovova vzpoura, ke které se připojili i někteří zdejší obyvatelé. Po vyjednávání s přivolanou armádou ji její vůdce rozpustil a uprchl do Srbska, kde byl internován. Následujícího roku tu vypuklo ještě jedno neúspěšné povstání. Z kulturního hlediska bylo důležité desetiletí před osvobozením: ve roce 1870 byla otevřena dívčí škola a byla postavena dvoutřídní škola; v následujícím roce byl vysvěcen chrám svatého Mikuláše a 11. května 1872 byla otevřena knihovna; v roce 1874 byl založen školský spolek. Severozápadní Bulharsko se nepřidalo k dubnovému povstání, nicméně přípravný revoluční výbor (24 osob) byl zatčen a 8 lidí odsouzeno za účast na jeho přípravě. Během srbsko-turecké války sem pronikly čety bulharských dobrovolníků, ale berkovská posádka je vytlačila.
Město se stalo součástí Bulharského knížectví v roce 1877 v důsledku rusko-turecké války, ve které zemřelo 86 místních občanů. V roce 1880 se zde pod vedením Ivana Vazova konal soud s uprchlými tureckými veliteli obviněnými z pogromů bulharského obyvatelstva. Přestože si město zachovalo svůj administrativní význam, po stránce hospodářské se vyvíjelo pomalu a postupně svůj význam ztrácelo. I tak zde vznikly dvě banky a bylo postaveno několik malých veřejných budov. Obyvatelé opouštěli okolní dědiny a zbylí se živili zemědělstvím a drobnými řemesly. Jako první v Bulharsku zde byla místně regulována prostituce (1885).
V prvních letech 20. století bylo město známo svou pevnou podporou Demokratické strany, ale kvůli celkové bídě zde vzniklo i podhoubí pro socialistické a komunistické myšlenky a to tak, že za zdejší volební okrsek byli v roce 1914 zvoleni poslanci socialistické strany Georgi Dimitrov a Kamen Tošev. V roce 1919 zde a v okolních 14 dědinách byly ustanoveny komunistické obce (komuny), berkovická pod vedením Kamena Toševa. V roce 1923 zdejší levičáci podpořili komunistické povstání. Po přípravách na povstání a uchopení moci v okolních dědinách obsadili povstalci centrum města 24. září. Odtud jednotky odtáhly k Petrochanskému průsmyku a povstání bylo v několika dnech poraženo. Po druhé světové válce nastal rozvoj a bylo postaveno několik továren (dřevozpracující, na brusné nástroje, těžbu a úpravu mramoru, plasty, kovy a jiné), nové školy, dům kultury, muzeum, umělecká galerie, minerální lázně, stadion, sportoviště, rekreační a turistická střediska.

## Obyvatelstvo
Ve městě žije 13 096 obyvatel a je zde trvale hlášeno 15 016 obyvatel. Podle sčítání 1. února 2011 bylo národnostní složení následující:
- Bulhaři: 10 073 (77.3 %)
- Romové: 2 828 (21.7 %)
- Turci: 9 (0.1 %)
- ostatní: 117 (0.9 %)